# Fenkamfamina
Fenkamfamina – organiczny związek chemiczny stosowany jako lek z grupy stymulantów. Jest objęty Konwencją o substancjach psychotropowych z 1971 roku (wykaz IV). W Polsce jest w grupie IV-P Ustawy o przeciwdziałaniu narkomanii.